# Leptopelis concolor
Espèce
Statut de conservation UICN

 LC  : Préoccupation mineure
Leptopelis concolor est une espèce d'amphibiens de la famille des Arthroleptidae.

## Répartition
Cette espèce se rencontre dans le nord-est de la Tanzanie, dans l'est du Kenya et dans le sud de la Somalie.

## Description
Les mâles mesurent de 31 à 34 mm.

## Publication originale
- Ahl, 1929 : Zur Kenntnis der afrikanischen Baumfrosch-Gattung Leptopelis. Sitzungsberichte der Gesellschaft Naturforschender Freunde zu Berlin, vol. 1929, p. 185-222.